# Dexter Boney
Dexter Boney, né le 27 avril 1970, à Wilmington, dans le Delaware, est un joueur américain de basket-ball. Il évolue durant sa carrière au poste d'arrière.

## Palmarès
- Champion USBL 1996
- MVP CBA 1997
- MVP du All-Star Game CBA 1997